# Amazon Prime

Amazon Prime Logo

Amazon Prime ist ein von Amazon optional angebotenes, kostenpflichtiges Abonnement, mit dem Amazon-Kunden auf zusätzliche Dienste zugreifen können, die für reguläre Kunden nicht verfügbar oder kostenpflichtig sind. Die bekanntesten Dienstleistungen sind die priorisierte Lieferung einer Vielzahl von Bestellungen innerhalb von ein bis zwei Werktagen sowie das Streamen von Musik und Videos im Rahmen von Prime Music und Prime Video.

## Geschichte
2005 kündigte Amazon in den Vereinigten Staaten Amazon Prime als einen exklusiven Mitgliederservice an. Gegen eine jährliche Gebühr von 79 US-Dollar erhielten Abonnenten für ausgewählte Produkte einen kostenlosen zweitägigen Versand sowie ermäßigte Versandkosten für Ein-Tages-Lieferungen. 2014 wurde der jährliche Mitgliedsbeitrag in den USA von 79 US-Dollar auf 99 US-Dollar erhöht.
Das Programm startete 2007 auch in Deutschland, Japan und Großbritannien, 2008 in Frankreich (als „Amazon Premium“), 2011 in Italien, 2013 in Kanada, 2016 in Indien und 2017 in Mexiko.
Der jährliche Mitgliedsbeitrag in Deutschland belief sich zum Start des Programms auf 29 Euro. Später wurde er auf 49 Euro und ab 2017 auf 69 Euro erhöht. Seit Mitte September 2022 kostet das Angebot 89 Euro pro Jahr.
Im November 2014 gab Amazon bekannt, dass das Prime-Angebot von nun an auch in Österreich zur Verfügung stehe. Dort kann man die gleichen Services wie in Deutschland nutzen – lediglich die Morning- und Evening-Express-Versandoptionen stehen nicht zur Verfügung. Die Preisgestaltung ist mit der in Deutschland identisch.
Im Januar 2016 erreichte Amazon Prime weltweit 54 Millionen Mitglieder. Im Januar 2020 teilte Amazon mit, dass Prime weltweit mehr als 150 Millionen Abonnenten hat.

## Prime Music
Prime Music ist ein hauseigener Musik-Streaming-Dienst, der Spotify, Apple Music, YouTube Music und anderen Musik-Streaming-Diensten ähnelt. Prime Music ermöglicht Amazon Prime-Mitgliedern ohne Zusatzkosten den Zugriff auf eine Bibliothek von etwa zwei Millionen Songs. Es wird zudem ein separates Abonnement namens Amazon Music Unlimited angeboten, das das volle Sortiment mit über 60 Millionen Songs beinhaltet. Es kostet 8,99 Euro pro Monat für Prime-Mitglieder und 9,99 Euro pro Monat für reguläre Kunden.

## Prime Video
Prime Video ist ein Onlinevideothek- und Video-on-Demand-Angebot, das seit 2014 Bestandteil von Amazon Prime ist. Das Angebot ging ursprünglich unter dem Namen Amazon Instant Video online. 2015 wurde das Angebot in Amazon Video umbenannt. Seit Februar 2018 vermarktet Amazon jegliche Video-Inhalte, unabhängig von kostenlosen oder kostenpflichtigen Angeboten, unter dem Namen Prime Video.

## Prime Pantry
Im April 2014 startete Amazon mit Prime Pantry einen exklusiven Prime-Service für den Versand haushaltsüblicher, nicht verderblicher Lebensmittel in sogenannten Pantry-Boxen. Der Service sollte eine attraktive Alternative zum herkömmlichen Wocheneinkauf vor Ort darstellen. Der Service startete zunächst in den USA und war später in Großbritannien, Österreich, Indien, Japan, Italien, Spanien und Frankreich verfügbar. In Deutschland war der Service seit Oktober 2015 verfügbar. Die von den Kunden ausgewählten Produkte wurden in einer einzigen Pantry-Box geliefert, die eine Füllmenge von etwa 20 kg erfasste. Der Standardversand der Box belief sich pro Bestellung auf 3,99 Euro für die erste Box und ab der zweiten Box 0,99 Euro.
Prime Pantry wurde im Juni 2020 in Deutschland, Frankreich, Italien, Großbritannien und Spanien eingestellt und in den anderen Länder Ende 2020 ebenfalls eingestellt. Die Produkte von Prime Pantry sind seitdem größtenteils in das normale Sortiment aufgenommen worden.

## Prime Now

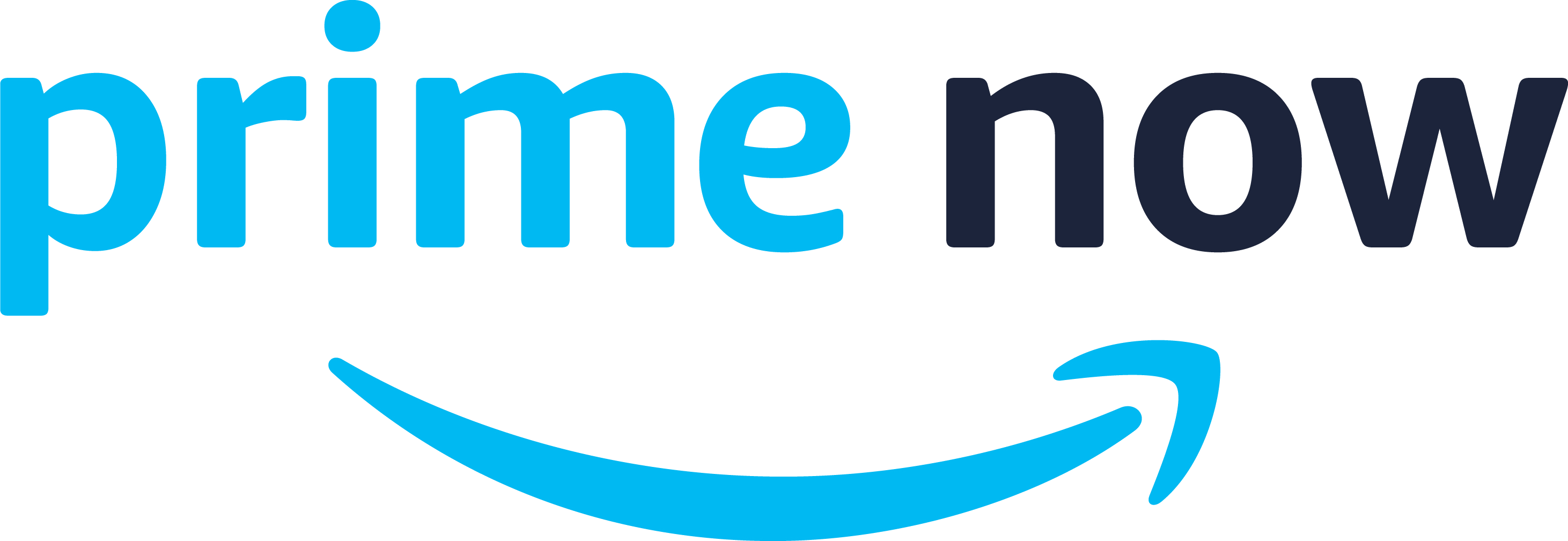
Prime Now Logo

Im Dezember 2014 gab Amazon bekannt, dass Prime-Mitglieder in Teilen von Manhattan und New York City die Möglichkeit haben, mit Prime Now Produkte gegen eine Gebühr von 7,99 US-Dollar innerhalb nur einer Stunde oder ohne zusätzlichen Gebühren innerhalb von zwei Stunden an sie liefern zu lassen. In Deutschland steht der Service für ausgewählte Standorte seit Mai 2016 zur Verfügung. Stand 2020 wird Prime Now in Berlin, im Raum München und im Großraum Darmstadt und Frankfurt Süd angeboten. Die Lieferkosten für die Lieferung innerhalb einer Stunde betragen 7,99 Euro und für die Lieferung innerhalb von zwei Stunden 3,99 Euro. Abhängig vom Standort entfällt die Liefergebühr im Zwei-Stunden-Fenster ab einem Mindestbestellwert von 40 bzw. 50 Euro.

## Prime Air
Amazon Prime Air ist ein neuartiges Lieferkonzept, das mithilfe von unbemannten Fluggeräten Bestellungen innerhalb von 30 Minuten oder kürzer zu Kunden bringen soll. Das System wird derzeit noch entwickelt. Am 7. Dezember 2016 wurde erstmals versuchsweise ein Paket an einen Kunden ausgeliefert, der in der Nähe des Logistikcenters wohnt. Von der Auftragseingabe des Kunden im Internet bis zur Zustellung vergingen 13 Minuten.

## Prime Day
Am 15. Juli 2015 veranstaltete Amazon zu Ehren des 20-jährigen Jubiläums seiner Webseite erstmals den Prime Day. Während dieser Veranstaltung werden zahlreiche Produkte aus dem Sortiment zu einem reduzierten Preis angeboten. Die Aktionsrabatte stehen ausschließlich Amazon Prime-Abonnenten zur Verfügung. Während des ersten Prime Days bestellten Kunden weltweit über 34 Millionen Produkte und tätigten dabei statistisch 398 Bestellungen pro Sekunde. Der erste Prime Day übertraf den Black-Friday-Sale im Vorjahr um 18 % und stellte für Amazon einen neuen Rekord hinsichtlich der eingegangenen Bestellungen an einem einzigen Tag auf.
Der Prime Day 2018 wurde mit einem Konzert von Ariana Grande eingeleitet, das auch auf Amazon Video und Twitch gestreamt wurde. Der Prime Day 2019 wurde mit einem Konzert von Taylor Swift, Dua Lipa, Becky G und SZA beworben, das ausschließlich für Prime-Abonnenten gestreamt wurde.
Im Jahr 2018 wurde der alljährlichen Prime Day in den Vereinigten Staaten erstmals von Protesten und Arbeiterstreiks wegen schlechter Arbeitsbedingungen bei Amazon überschattet.
Vom 15. bis zum 16. Juli 2019 fand der fünfte Amazon Prime Day statt, der erstmals zwei Tage dauerte. Es wurden weltweit mehr als 175 Millionen Produkte für über fünf Milliarden US-Dollar verkauft. Rund zwei Milliarden US-Dollar Umsatz erzielten dabei unabhängige Verkäufer.

## Prime Gaming
Seit August 2020 bietet Amazon mit Prime Gaming einen eigenen Spieledienst an, der den zuvor angebotenen Spieledienst der Tochter Twitch, genannt Twitch Prime, vollständig ersetzt. Prime-Abonnenten können nun ohne Zusatzkosten auch auf Computerspiele und In-Game-Inhalte für beliebte Titel zugreifen. Zum Start des Angebots stand eine Bibliothek von 20 spielbaren Titeln zur Verfügung. Im monatlichen Turnus kommen neue Titel hinzu.

## Prime Student
Für Studierende und volljährige Auszubildende bietet Amazon die Prime-Mitgliedschaft in Zusammenarbeit mit einem Sponsor 50 % vergünstigt an. In den ersten sechs Monaten gibt es Prime Student gegen Vorlage einer Immatrikulationsbescheinigung oder vergleichbaren Ausbildungsbescheinigung kostenlos. Eine Prime Student Mitgliedschaft endet mit Abschluss des Studiums bzw. der Ausbildung, spätestens jedoch nach vier Jahren.